# Walter Michaeli
Walter Michaeli (* 4. Juni 1946 in Wetzlar) ist emeritierter Professor für Kunststofftechnik und war bis Juli 2011 Leiter des Instituts für Kunststoffverarbeitung (IKV) an der RWTH Aachen.

## Leben
Walter Michaeli studierte nach dem Abitur 1966 Fertigungstechnik an der RWTH Aachen, diplomierte 1971 und promovierte 1975 am IKV mit einer Arbeit zur Analyse des Flachfolien- und Tafelextrusionsprozesses. Von 1974 bis 1979 leitete er am IKV die Abteilung „Extrusion und Spritzgießen“. 1981 folgte die Habilitation zum Thema „Extrusionswerkzeuge“. Nach achtjähriger Industrietätigkeit in leitenden Funktionen bei Freudenberg in Weinheim und Kaiserslautern nahm er 1987 den Ruf als Professor für Kunststoffverarbeitung an der RWTH Aachen an. 1988 übernahm er als Nachfolger von Georg Menges die Leitung des IKV und hatte von 1989 bis 2011 den Lehrstuhl für Kunststoffverarbeitung der RWTH Aachen inne. Im Juli 2011 hat er mit Erreichen der Altersgrenze die Institutsleitung des IKV und den Lehrstuhl für Kunststoffverarbeitung an seinen Nachfolger Christian Hopmann übergeben.
Seit 2004 ist Walter Michaeli Vorsitzender des Wissenschaftlichen Rates der AiF. Michaeli war von 1996 an Mitglied der Jury des Deutschen Zukunftspreises, des Preises des Bundespräsidenten für Technik und Innovation; von 2001 bis 2006 war er Vorsitzender der Jury. Er ist ordentliches Mitglied der Berlin-Brandenburgischen Akademie der Wissenschaften, der Deutschen Akademie der Naturforscher Leopoldina (seit 2006), der Deutschen Akademie der Technikwissenschaften (acatech) und wirkt in zahlreichen Vorständen, Beiräten, Kuratorien und Arbeitskreisen ehrenamtlich mit.

## Wirken
Michaelis wissenschaftliche Arbeiten spannen den Bogen zwischen den im Pflichtenheft dokumentierten Anforderungen an ein Kunststoffbauteil, Fragen zur Werkstoffauswahl und Dimensionierung von Kunststoffbauteilen, Auslegung der dazu notwendigen Werkzeuge und Maschinen, ihrem Betrieb und den dabei entstehenden Einflüssen auf die inneren Eigenschaften (Orientierungen, Eigenspannungen, kristalline Überstrukturen) und deren Auswirkung auf die makroskopischen äußeren Bauteileigenschaften, bis hin zu Qualitätssicherungs- und Führungskonzepten in der Kunststofftechnik. Dieser integrative Ansatz wird methodisch umfassend durch Modellbildung und rechnergestützte Simulation gestützt. Dabei behandelt seine anwendungsorientierte Forschung das breite Spektrum der Strukturpolymere und spezifische Fragestellungen zu Funktionspolymeren.
Er hat mehrere Fachbücher geschrieben und ist Mitherausgeber einer Reihe von Fachzeitschriften:
- Advances in Polymer Technology (John Wiley & Sons, New York)
- Journal of Plastics Technology / Zeitschrift Kunststofftechnik (WAK, Hanser, München)
- Kunststoffe / Kunststoffe International (Hanser, München Wien)
- Progress in Polymer Processing (Polymer Processing Society, Kanada)
- Series in Materials Processing (Springer Verlag)

## Ehrungen und Auszeichnungen
1998 wurde ihm die Ehrendoktorwürde durch die Universität Erlangen-Nürnberg verliehen.
2002 erhielt er gemeinsam mit André Brunswick und Tim Jüntgen den VDI-Innovations-Preis für die Entwicklung der Wasserinjektionstechnik (WIT), einem Verfahren zum Spritzgießen von Hohlkörpern aus Thermoplasten.
Im Mai 2009 erhielt Michaeli auf Vorschlag des damaligen Ministerpräsidenten des Landes Nordrhein-Westfalen, Jürgen Rüttgers, das Bundesverdienstkreuz 1. Klasse.
Zur Begründung hieß es, Michaeli unterstütze „durch seine vielfältigen ehrenamtlichen Tätigkeiten [...] die Bundes- und Landesregierung bei ihren Bemühungen, die Verbesserung der Wettbewerbsfähigkeit der Wirtschaft zu fördern“.
Im November 2010 erhielt er die Otto-von-Guericke-Medaille, eine seltene Auszeichnung der AiF für seine „Verdienste um den Brückenbau zwischen Wissenschaft und Wirtschaft“, wie es in der Begründung hieß.